# Route nationale 81 (Argentine)
Pour les articles homonymes, voir Route nationale 81.

Tracé de la route nationale 81

La Ruta Nacional 81 est une route d'Argentine, qui traverse d'est en ouest la province de Formosa, et se termine dans la région orientale de la province de Salta. 
Elle unit ainsi la route nationale 11 aux environs de la ville de Formosa sur la rive droite du río Paraguay avec la route nationale 34 au village d'El Cruce, entre les localités d'Embarcación et de General Ballivián.
Depuis 2008 toute la route est revêtue. Son extension totale est de 680 km.
Cette route fait partie de l'Axe du Capricorne, défini par l'IIRSA comme un des trois grands axes d'intégration sud-américains transcontinentaux qui traversent l'Argentine d'est en ouest.